# 台湾協会学校

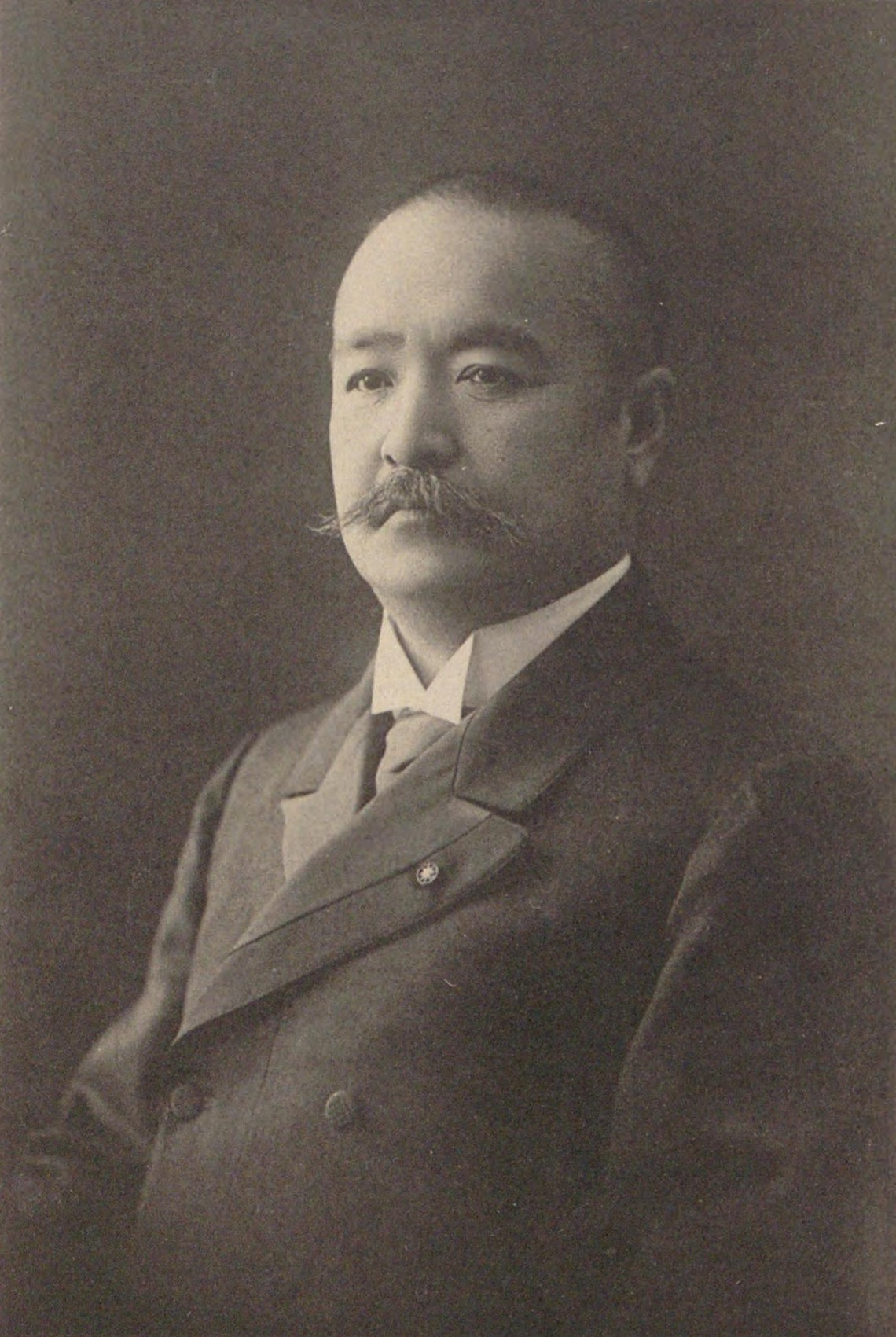
初代校長/桂太郎

台湾協会学校（たいわんきょうかいがっこう）は、日清戦争によって日本の植民地となった台湾の「拓殖経営に資する機関」として設立された学校で、現在の拓殖大学の前身である。

## 概要（開校当時）
- 入学資格：中学（旧制中等教育学校）卒業程度
- 修学年度：3年
- 学生定員：300人

## 沿革
- 1898年 - 台湾協会発足（会頭・桂太郎）。
- 1900年
  - 6月 - 台湾協会学校の設立認可。
  - 9月 - 和仏法律学校（法政大学の前身）仮校舎で開校。
- 1901年
  - 5月 - 松崎蔵之助が初代学監に着任。
  - 8月 - 専修学校（専修大学の前身）を仮校舎として移動[1]。
  - 11月 - 小石川区茗荷谷町（現拓殖大学文京キャンパス）に落ち着く。
- 1903年 - 第1回卒業式を挙行（45名）。
- 1904年 - 専門学校令に従い台湾協会専門学校と改称。

- 1907年
  - 1月 - 台湾協会が東洋協会と改称

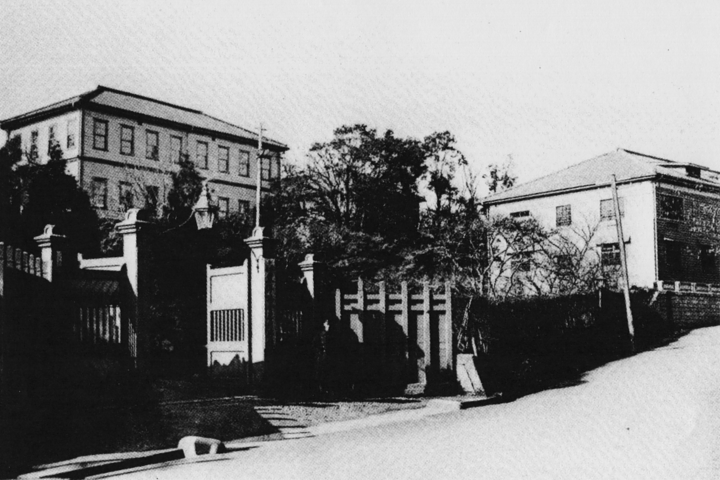
東洋協会専門学校正門（1910年頃）

  - 10月 - 東洋協会専門学校となる。京城分校開校。
- 1910年 - 東洋協会旅順語学校・同大連商業学校を開校。
- 1909年 - 同窓会創立、同窓会会報創刊号発行。
- 1912年
  - 4月 - 恩賜金を明治天皇より拝受。
  - 9月 - 小松原英太郎が第2代校長に就任。
- 1914年
  - 3月 - 恩賜記念講堂落成式を挙行
  - 7月 - 東洋協会を社団法人に改組。
- 1915年 - 東洋協会植民専門学校と改称。
- 1917年 - 新渡戸稲造が第2代学監に就任。
- 1918年 - 専門学校令準拠の拓殖大学と改称。京城分校を東洋協会京城専門学校に分離。
- 1919年
  - 2月 - 後藤新平が第3代学長に就任。
  - 11月 - 校歌を制定（宮原民平作詞、永井建子作曲）。
- 1922年 - 大学令による東洋協会大学設立認可[2]（専門学校令準拠の拓殖大学は1925年まで存続）。
- 1925年 - 専門学校令準拠の拓殖大学を東洋協会大学専門部（夜間）に改称・改組。
- 1926年 - 東洋協会大学を拓殖大学と改称。

## 大学昇格への道

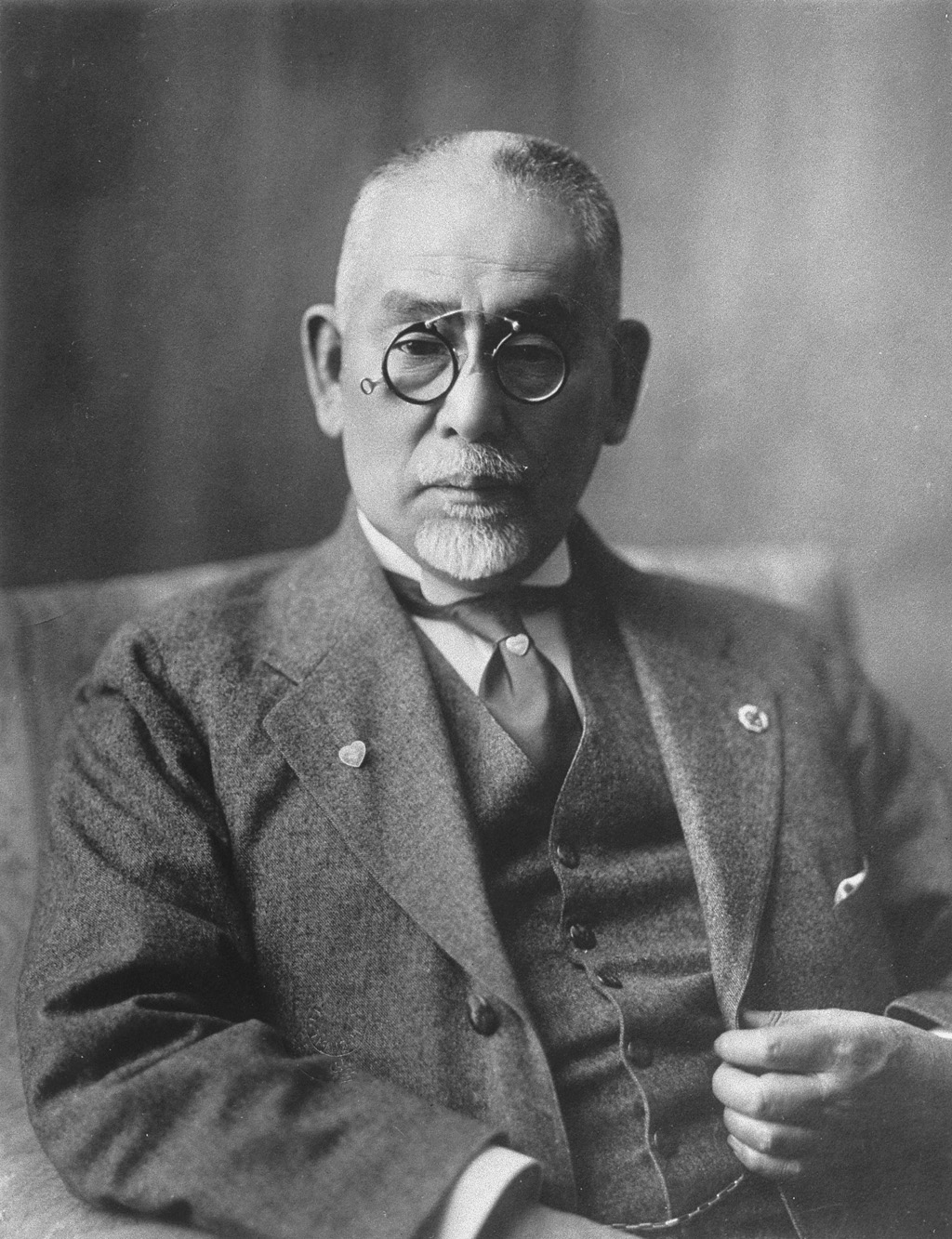
第3代学長/後藤新平

1919年（大正8年）2月に第3代学長に就任した後藤新平が最初に直面した難題は大学令による拓殖大学の昇格問題であった。それまで「大学」を称していた私立の専門学校が大学令準拠の大学として認められるためには学校組織を財団法人とすること、1校につき最低50万円の供託金を納付すること、高等学校と同一水準の予科を設置すること、相当数の専任教員を確保すること、教育研究上必要な設備（校舎や図書館など）を整備することなどの過酷な条件を満たすことが求められた。とりわけ最大の難関とされたのは供託金問題であったが、後藤は目標額の50万円を調達するために台湾の各精糖会社に協力を依頼し、目標どおりの資金を確保することができた。
- 塩水港精糖から20万円
- 東洋精糖から7万5千円
- 台湾製糖から7万5千円
- 大日本製糖から7万5千円
- 明治製糖から7万5千円

大学令による東洋協会大学の設立認可申請は1920年（大正10年）11月11日に行われ、ほぼ1年半の審議を経て1922年（大正11年）6月5日に認可された。これにより1922年4月入学の1年生はただちに東洋協会大学の予科1年に編入されたが、従来からの専門学校令準拠の拓殖大学は在籍者が全員卒業するまで存続することになったため、校門には「東洋協会大学」と「拓殖大学」の2つの門標が1925年（大正14年）3月まで掲げられた。
東洋協会大学には適当な略称がなかったため、校名を再び拓殖大学に戻すべきだとの声が上がり、1926年（大正15年）7月1日の評議員会で校名変更決議を満場一致で可決、同年12月8日に文部省の認可を受け、東洋協会大学時代はわずか4年半で終わった。

## おもな教員
- 桂太郎（初代校長、台湾協会会頭）
- 小松原英太郎（第2代校長）
- 後藤新平（第3代学長）
- 松崎蔵之助（初代学監）
- 新渡戸稲造（第2代学監）
- 河合弘民（京城分校主任）
- 元田作之進（英語、立教大学学長）
- 中村進午（国際法）
- 刈屋他人次郎（数学）
- 田尻稲次郎（経済学）
- 水崎基一（植民史）
- 古城貞吉（漢文）
- 勝田主計（関税論）
- 足立忠八郎（中国語）
- 金国璞（中国語）
- 謝介石（台湾語、満洲国外交部長）

## 著名な出身者
- 井上日召 - 政治運動家（中退）
- 大関善雄 - 台湾総督府官僚
- 桑原政夫 - 台湾総督府官僚
- 近藤銕次 - 実業家、貴族院議員
- 中村知 - ボーイスカウト指導者
- 宮原民平 - 拓殖大学教授
- 米内山震作 - 関東州官僚
- 脇光三 - 日露戦争時の特務機関員（中退）

## 校地の変遷と継承

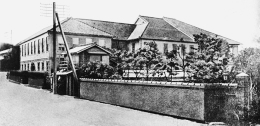
台湾協会学校仮校舎
（九段上の和仏法律学校校舎を借用）

1900年の学校設立時は自前の校舎を持たず、9月15日の仮開校式は九段上の和仏法律学校で行い、同月17日から和仏法律学校校舎を昼間だけ借りて授業を開始した。翌年に小石川区茗荷谷町32・33番地の5千有余坪の官有地を取得し、6月に着工した新校舎は10月28日に完成し、翌月1日に移転式を行った。この校地が拓殖大学の文京キャンパスとして現在に至るまで継承されている。